# روث ويلسون جيلمور
روث ويلسون جيلمور (بالإنجليزية: Ruth Wilson Gilmore)‏ هي جغرافية أمريكية، ولدت في 2 أبريل 1950 في نيو هيفن في الولايات المتحدة.